# 向靖
向靖（363年—421年），字奉仁，小字彌，河內郡山陽縣人，東晉末年及劉宋初年將領，曾參與討伐桓玄、滅南燕、平定盧循之亂及北伐後秦等戰事，在劉宋官至太子左衞率、散騎常侍。

## 生平
向靖世代居住在京口，與劉裕關係密切。元興三年（404年），建武將軍劉裕於京口起兵討伐已篡位的桓玄時，向靖亦參與其圖謀，故獲劉裕授為參建武軍事；劉裕奪取京口後繼而攻下建康，建立留臺後轉任行鎮軍將軍、揚州刺史，劉裕亦讓向靖隨其轉參鎮軍軍事，加寧遠將軍。向靖隨後亦參與擊退桓氏殘餘勢力桓歆、桓石康及桓石綏的戰事。義熙三年（407年），升為建武將軍、秦郡太守，北陳留內史，駐守在堂邑；又因參與討伐桓玄的功勳而獲晉廷賜爵山陽縣五等侯。
義熙五年（409年），向靖跟隨劉裕進攻南燕，時南燕皇帝慕容超率領主力在臨朐附近抵抗晉軍，劉裕遂派向靖及檀韶、胡藩等走小道直取離軍本營臨朐城，向靖率先登城進攻，遭到突襲的臨朐守軍即時潰敗，慕容超見臨朐失陷便敗退回都城廣固。義熙六年（410年），劉裕向圍困的廣固作總攻擊，向靖又率先進攻，終攻下廣固，滅南燕。時廣州刺史盧循乘劉裕北伐南燕的機會叛亂，並率大軍進逼建康，向靖就隨劉裕回軍救援，並率領譙國內史趙恢馳援駐守在姑孰的輔國將軍毛脩之，擊敗來犯的盧循黨羽阮賜。朝廷任命其中軍諮議參軍，領建武將軍如故。劉裕及時回防建康並挫敗盧循的攻勢，逼令盧循撤軍後即轉為追擊盧循，向靖在南陵攻破盧循親將范崇民、在雷池焚毀盧循船隊及攻破左里三場重要戰事中都擔任劉裕大軍的前鋒。盧循被平定後，向靖轉為劉裕的太尉諮議參軍、下邳太守，領建武將軍如故。
義熙八年（412年），轉游擊將軍，不久督馬頭淮西諸郡軍事、龍驤將軍、鎮蠻護軍、安豐汝陰二郡太守、梁國內史，駐守壽陽，並以滅南燕及平定盧循之亂的功勳進封安南縣男，食邑五百戶。義熙十年（414年），升為冠軍將軍、高陽內史、臨淮太守、領石頭戍事，義熙十一年（415年），劉裕討伐司馬休之時，向靖轉吳興太守，領冠軍將軍。義熙十二年（416年），向靖以冠軍將軍跟隨劉裕北伐後秦，向靖先後受命屯駐碻磝、石門、柏谷。不久升為督北青州諸軍事、北青州刺史，領冠軍將軍。劉裕稱帝後，封向靖為曲江縣侯，食邑千戶，轉任太子左衛率，加散騎常侍。永初二年（421年），向靖在任內去世。時年五十九歲。朝廷追贈前將軍。向靖為人儉約，都沒有營商和買賣田地莊園屋宅之事，故得當時人稱許。

## 家庭

### 妻
施氏，遭向靖侄兒向亮因私怨而殺死。

### 弟
向劭，向靖弟，兄嫂施氏被向亮殺害後向劭在墓所將向亮及向彌的妾及奴婢共七、八人殺害後沒有自首，並遭有關部門告發，但皇帝下詔不問其罪。後在義興太守任內去世。

### 子
- 向植，襲爵，但因多過錯且不聽母親教訓而被褫奪爵位[2]。
- 向楨，向植二弟，向植被褫奪爵位後獲封嗣爵，但後又因涉及殺人事而被撤除封爵[2]。
- 向柳，為人典雅方正而有學識，故當時高門士族都和其交往。官至南康相。孝建元年（454年）江州刺史臧質與劉義宣起兵反對宋孝武帝時向柳應其號召到尋陽打算進攻建康，但在臧質等戰敗後投降，被收捕入獄處死[2]。

## 延伸阅读
[在维基数据编辑]
 《宋書·卷45》，出自沈约《宋书》
 《南史·卷17》，出自李延壽《南史》